# Криштоф Радзивілл (молодший)
Кри́штоф Радзиві́лл (пол. Krzysztof Radziwiłł, лит. Kristupas Radvila) (15 / 22 березня 1585, Свядость, Віленське воєводство — 19 вересня / листопада 1640, там само) — князь, державний, військовий і політичний діяч Великого князівства Литовського у Речі Посполитій. Представник княжого шляхетського роду Радзивіллів гербу Труби. Польний гетьман литовський (1615–1635), воєвода (1633–1640) i каштелян віленський (з 1633 року), Великий гетьман литовський (з 1635 року). Син Христофора Радзивілла «Перуна» і батько Януша Радзивілла.

## Біографія

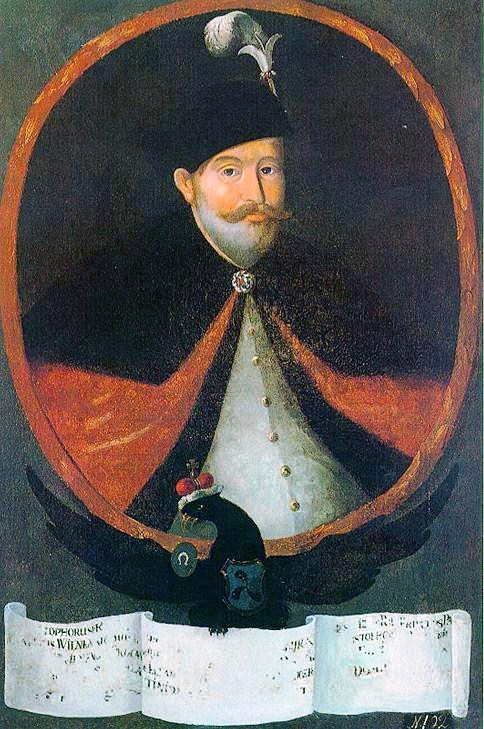
Кшиштоф Радзивілл невідомий художник 1730—1737

У молодості разом з батьком брав участь у війні зі Швецією, а також у війні з Росією (1609–1619).
Під час війни зі шведами в 1617–1618 роках яскраво проявив свій стратегічний талант, на чолі невеликого загону в 900 чоловік завдавши шведам кілька поразок, після яких шведський король Густав II Адольф запросив миру.
У 1622 відбив переважаюче за чисельністю шведське військо, яким командував шведський король Густав II Адольф, приймав шведського монарха у своєму замку в Біржах.
1632 року був маршалком конвокаційного сейму. Відзначився у битві за Смоленськ в період російсько-польської війни (1632—1634). Йому вдалося невеликими силами армії Великого князівства Литовського маневрувати навколо Смоленська в період облоги міста російськими військами (з грудня 1632 по жовтень 1633), кілька разів прислати загони підмоги, які пробивалися до обложених, тим самим були створені умови, які дозволили дочекатися обрання нового короля і допомоги польських військ на чолі з Владиславом IV. Після прибуття підкріплення брав участь в деблокування міста, очоливши потім рейд у глиб російської території. У 1633 р. Кшиштоф Радзивілл був старостою Чечерського староства. Після війни був нагороджений великою литовською булавою.
У 1636 г. на засіданні Сенату у Вільні Кшиштоф II Радзивіл обвинуватив Польщу у нав язуванні дипломатії з Московією, що суперечило інтересам Литви. Король спробував закрити засідання, на що Радзивіл закричав: «Позбавить віленского воєводу права голосу у Вільні! Так ось як полякі обходяться з литвинами у самій Литві! Нехай Сенат регоче, але ми вернем нашу свободу! Литва ніколи не буде підкорятися диктату Польщі»
Ревний кальвініст, противник католицького духовенства і короля Сигізмунда III Вази.
Був похований у Віжунах 22 січня 1641 р. (пол. «Relatio pogrzebu Książęcia Krzysztofa Radziwiłła…»), пізніше тіло було перепоховано в кальвіністському соборі Кейдан.

## Сім'я
Дружина — Анна Кішчанка (шлюб з 1606 р.; перед цим розмірковував про шюб з вдовою Яна Замойського Барбари з Тарновських). Діти:
- Микола (1610—1614)
- Януш (1612—1655)
- Катажина (1614—1674), з 1640 р. дружина Юрія Кароля Глебовича
- Юрій (1616—1617)
- Гальшка (1623—1626)
- Стефан (1624—1624).[3]